# Serie A 2017-2018 (calcio a 5)
La Serie A 2017-2018 è stata il ventinovesimo campionato di Serie A e la trentacinquesima manifestazione nazionale che assegnasse il titolo di campione d'Italia. La stagione regolare è iniziata il 22 settembre 2017 e si è conclusa il 25 aprile 2018, prolungandosi fino all'11 giugno con la disputa delle partite di spareggio. A parità di punteggio fra due o più squadre, la graduatoria finale è determinata in base alla classifica avulsa (stesso parametro valevole anche al termine del girone d'andata, per definire le otto formazioni qualificate alla Coppa Italia). I criteri imposti sono: punti ottenuti negli scontri diretti, differenza reti negli scontri diretti, differenza reti generale, reti realizzate in generale, sorteggio. Rimasta immutata la formula dei play-off (le prime otto classificate accedono direttamente agli spareggi-scudetto) mentre cambia il numero di retrocessioni: scenderanno in Serie A2 due squadre. Le modalità e le procedure per l’individuazione di dette squadre formeranno oggetto di apposito Comunicato Ufficiale di successiva pubblicazione. La società campione d'Italia otterrà il diritto di partecipare alla UEFA Futsal Champions League 2018-2019. Per questa stagione il pallone ufficiale del campionato è Vertigo fornito da Gems, sponsor tecnico della Divisione Calcio a 5. Nelle gare del campionato di Serie A, comprese le gare dei play-off e play-out, è fatto obbligo alle società di impiegare almeno cinque giocatori formati in Italia cioè tesserati per la FIGC prima del compimento del diciottesimo anno di età. Nelle stesse gare è inoltre fatto obbligo di impiegare almeno giocatori che abbiano compiuto anagraficamente il 15º anno di età.

## Stagione
Il consiglio direttivo della Divisione Calcio a cinque, preso atto della rinuncia della Cogianco ha provveduto al ripescaggio del Milano definendo il ritorno dell'organico a quattordici società, dopo cinque stagioni a ranghi ridotti. La Lazio detiene il record di partecipazioni, sia complessive sia consecutive, alla serie A (22 edizioni) mentre tutte le società provenienti dalla Serie A2 sono al debutto. Durante l'estate il Kaos si è fuso con la Fratelli Bari spostando sede e campo di gioco da Ferrara a Reggio Emilia, modificando inoltre la propria denominazione in "Kaos Reggio Emilia"; cambio di nome anche per l'Imola che, dopo aver assorbito il Castello, è divenuta "IC Futsal". Il PesaroFano infine ha affiancato alla denominazione ufficiale quella di "Pesaro Calcio a 5".

## Avvenimenti

### Penalizzazione Kaos
In seguito all'inchiesta avviata lo scorso anno relativa alla falsificazione dei passaporti di alcuni giocatori, in data 28 febbraio la sezione disciplinare del Tribunale Federale Nazionale sanzionava la società SSD Kaos Reggio Emilia Calcio a 5 con la penalizzazione di 8 punti in classifica da scontare nel campionato in corso. Il TFN ha inoltre disposto l’inibizione di 2 anni e un'ammenda di 10.000 euro nei confronti di Angelo Barbi, all’epoca dei fatti presidente della società. Squalificati per un anno Luan Felipe Fiuza, Guilherme Zonta Arruda, Luis Felipe Naibo Turmena, Rafael Ciavotela Do Amaral, Lucas Baroni, Tiago Fortuna De Lemos, Mateus Garzia Neuhas ed Henrique Figliero Da Silva, all'epoca dei fatti tesserati dall’ASD Kaos Futsal. In seguito al ricorso presentato dalla società emiliana, il 19 aprile seguente la corte federale d'appello annullava tuttavia le sanzioni del TFN.

### Rinuncia Pescara
La stagione segna l'epilogo del Pescara: la società, già pesantemente sanzionata in seguito ai disordini avvenuti durante Gara 1 della scorsa finale scudetto, durante la stagione è protagonista dapprima di un nuovo caso di doping (dopo Canal, anche Capuozzo viene trovato positivo a un anabolizzante), a cui seguono a breve distanza le dimissioni di Colini. Nel girone di ritorno, in seguito alla segnalazione di flussi anomali di scommesse sulle partite della squadra, il presidente Danilo Iannascoli presenta denuncia contro un tesserato. A questa, fa seguito una lettera congiunta da parte dei giocatori in cui rivelano il mancato pagamento delle proprie competenze da parte della società nei precedenti cinque mesi. Il caos societario ha il suo culmine a tre giornate dal termine, quando la società comunica la formale rinuncia al prosieguo dei campionati di serie A e Under 19 per sopravvenute gravi e ineludibili esigenze di carattere finanziario ed organizzativo. Essendo avvenuta nel girone di ritorno, tutte le residue gare in calendario sono state considerate vinte dalle società avversarie con il punteggio di 0-6.

## Squadre partecipanti
| Club           | Città                           | Palazzetto                        | Stagione 2016-17                                |
| -------------- | ------------------------------- | --------------------------------- | ----------------------------------------------- |
| Acqua e Sapone | Città Sant'Angelo               | Palasport Santa Filomena (Chieti) | 3º in Serie A, semifinale play-off              |
| Cisternino     | Cisternino                      | PalaWojtyla (Martina Franca)      | 1º nel girone B di Serie A2                     |
| Feldi Eboli    | Eboli                           | PalaDirceu                        | 4º nel girone B di Serie A2, vincitore play-off |
| CAME Treviso   | Dosson                          | Palestra comunale                 | 11º in Serie A                                  |
| Imola Castello | Imola e Castel San Pietro Terme | Palestra Cavina (Imola)           | 5º in Serie A, quarti di finale play-off        |
| Kaos           | Reggio Emilia                   | PalaBigi                          | 7º in Serie A, quarti di finale play-off        |
| Latina         | Latina                          | PalaBianchini                     | 8º in Serie A, quarti di finale play-off        |
| Lazio          | Roma                            | PalaGems                          | 10º in Serie A, semifinale play-off             |
| Luparense      | San Martino di Lupari           | Palazzetto dello sport            | Campione d'Italia                               |
| Milano         | Milano                          | Palazzetto dello sport (Sedriano) | 2º nel girone A di Serie A2, ripescata          |
| Napoli         | Napoli                          | Centro Federale FIPAV (Cercola)   | 4º in Serie A, semifinale play-off              |
| Italservice    | Pesaro                          | PalaCampanara                     | 1º nel girone A di Serie A2                     |
| Pescara        | Pescara                         | PalaRigopiano                     | 1º in Serie A, finale play-off                  |
| Real Rieti     | Rieti                           | PalaMalfatti                      | 9º in Serie A                                   |

### Allenatori e primatisti
| Squadra        | Allenatore                                                    | Cannoniere                              |
| -------------- | ------------------------------------------------------------- | --------------------------------------- |
| Acqua&Sapone   | Antonio Ricci (1ª-18ª) Faustino Pérez (19ª-play-off)          | Júlio De Oliveira (18+4) Jonas (13+9)   |
| Cisternino     | Piero Basile (1ª-19ª) Sebastiano Giannandrea (20ª-26ª)        | Fabinho (14)                            |
| Dosson         | Sylvio Rocha                                                  | Arlan Pablo Vieira (23+1) Rangel (20+4) |
| Feldi Eboli    | Massimo Ronconi                                               | Jader Fornari (27)                      |
| Imola Castello | Vanni Pedrini                                                 | Mauro Castagna (15)                     |
| Kaos           | Juanlu Alonso                                                 | Fits (24) Kaká (23+1)                   |
| Latina         | Massimiliano Mannino (1ª-17ª) Kitó Ferreira (18ª-play-off)    | Diogo Teixeira (17+2)                   |
| Lazio          | Gianfranco Angelini (1ª-17ª) Fabrizio Reali (18ª-play-out)    | Jorginho (16)                           |
| Luparense      | David Marín                                                   | Humberto Honorio (24+2)                 |
| Milano         | Daniele Sau                                                   | Leandrinho (10) Marcello Esposito (9+1) |
| Napoli         | Francesco Cipolla (1ª-5ª) Tiago Polido (6ª-play-off)          | Alessandro Patias (24)                  |
| PesaroFano     | Ramiro López                                                  | Marcelinho (25+2)                       |
| Pescara        | Fulvio Colini (1ª-8ª + anticipo 11ª) Mario Patriarca (9ª-23ª) | Matías Rosa (20)                        |
| Real Rieti     | Massimiliano Bellarte                                         | Douglas Nicolodi (24+4)                 |

## Stagione regolare

### Classifica[12]
|  | Pos. | Squadra        | Pt | G  | V  | N | P  | GF  | GS  | DR  |
|  | ---- | -------------- | -- | -- | -- | - | -- | --- | --- | --- |
|  | 1.   | Luparense      | 58 | 26 | 19 | 1 | 6  | 128 | 75  | +53 |
|  | 2.   | Acqua e Sapone | 58 | 26 | 19 | 1 | 6  | 117 | 67  | +50 |
|  | 3.   | Kaos           | 53 | 26 | 16 | 5 | 5  | 108 | 68  | +40 |
|  | 4.   | CAME Treviso   | 53 | 26 | 17 | 2 | 7  | 108 | 76  | +32 |
|  | 5.   | Napoli         | 50 | 26 | 14 | 8 | 4  | 89  | 62  | +27 |
|  | 6.   | Real Rieti     | 41 | 26 | 12 | 5 | 9  | 90  | 76  | +14 |
|  | 7.   | Italservice    | 40 | 26 | 13 | 1 | 12 | 104 | 101 | +3  |
|  | 8.   | Latina         | 32 | 26 | 9  | 5 | 12 | 84  | 106 | -22 |
|  | −    | Pescara        | 31 | 26 | 9  | 4 | 13 | 98  | 112 | -14 |
|  | 9.   | Feldi Eboli    | 25 | 26 | 6  | 7 | 13 | 86  | 112 | -26 |
|  | 10.  | Cisternino     | 24 | 26 | 6  | 6 | 14 | 72  | 103 | -31 |
|  | 11.  | Imola Castello | 24 | 26 | 7  | 3 | 16 | 69  | 111 | -42 |
|  | 12.  | Milano         | 16 | 26 | 5  | 1 | 20 | 64  | 104 | -40 |
|  | 13.  | Lazio          | 16 | 26 | 5  | 1 | 20 | 74  | 118 | -44 |

### Verdetti
- Acqua e Sapone campione d'Italia 2017-2018.
- Acqua e Sapone qualificata alla UEFA Futsal Champions League 2018-2019.
- Milano retrocesso in Serie A2 2018-19.
- Pescara escluso dal campionato per cessazione dell'attività agonistica con decorrenza immediata (24ª giornata). Tutte le gare residuali in calendario sono state considerate perse con il punteggio di 0-6 a favore della società antagonista[11].
- Luparense, Kaos, IC Futsal e Cisternino non iscritti al campionato successivo.

### Calendario e risultati
| andata  | andata | 1ª giornata              | ritorno (14ª) | ritorno (14ª) |
|         |        |                          |               |               |
| 22 set. | 4-3    | Luparense-Lazio          | 7-5           | 17 dic.       |
| 22 set. | 7-2    | PesaroFano-ImolaCastello | 4-2           | 16 dic.       |
| 23 set. | 4-1    | Napoli-Acqua e Sapone    | 1-3           | 16 dic.       |
| 23 set. | 3-1    | Milano-Feldi Eboli       | 1-5           | 16 dic.       |
| 23 set. | 8-5    | Kaos-Latina              | 3-2           | 15 dic.       |
| 23 set. | 2-3    | Pescara-Cisternino       | 5-1           | 15 dic.       |
| 23 set. | 3-4    | Real Rieti-Dosson        | 1-2           | 15 dic.       |

| andata  | andata | 2ª giornata             | ritorno (15ª) | ritorno (15ª) |
|         |        |                         |               |               |
| 29 set. | 2-2    | Cisternino-Napoli       | 2-2           | 22 dic.       |
| 30 set. | 5-4    | Acqua e Sapone-Kaos     | 3-4           | 23 dic.       |
| 30 set. | 6-3    | CAME Treviso-Milano     | 4-2           | 23 dic.       |
| 30 set. | 3-3    | ImolaCastello-Luparense | 2-8           | 23 dic.       |
| 1 ott.  | 1-3    | Lazio-Real Rieti        | 3-5           | 22 dic.       |
| 2 ott.  | 2-5    | Feldi Eboli-Pescara     | 5-8           | 23 dic.       |
| 24 ott. | 3-2    | Latina-PesaroFano       | 2-4           | 22 dic.       |

| andata | andata | 3ª giornata               | ritorno (16ª) | ritorno (16ª) |
|        |        |                           |               |               |
| 6 ott. | 5-2    | Luparense-Latina          | 7-3           | 5 gen.        |
| 6 ott. | 3-2    | PesaroFano-Kaos           | 3-5           | 6 gen.        |
| 6 ott. | 6-3    | Real Rieti-ImolaCastello  | 5-0           | 6 gen.        |
| 7 ott. | 1-5    | Cisternino-Acqua e Sapone | 2-6           | 6 gen.        |
| 7 ott. | 5-3    | Pescara-Dosson            | 4-7           | 6 gen.        |
| 7 ott. | 5-6    | Milano-Lazio              | 3-2           | 7 gen.        |
| 9 ott. | 4-4    | Napoli-Feldi Eboli        | 1-1           | 5 gen.        |

| andata  | andata | 4ª giornata               | ritorno (17ª) | ritorno (17ª) |
|         |        |                           |               |               |
| 3 ott.  | 5-4    | Kaos-Luparense            | 2-3           | 13 gen.       |
| 14 ott. | 10-3   | Acqua e Sapone-PesaroFano | 1-4           | 13 gen.       |
| 14 ott. | 7-1    | CAME Treviso-Napoli       | 1-4           | 13 gen.       |
| 14 ott. | 3-2    | ImolaCastello-Milano      | 3-0           | 13 gen.       |
| 14 ott. | 2-3    | Feldi Eboli-Cisternino    | 5-4           | 12 gen.       |
| 16 ott. | 6-5    | Latina-Real Rieti         | 3-5           | 12 gen.       |
| 24 ott. | 3-3    | Lazio-Pescara             | 1-9           | 13 gen.       |

| andata  | andata | 5ª giornata                | ritorno (18ª) | ritorno (18ª) |
|         |        |                            |               |               |
| 20 ott. | 5-5    | Cisternino-Dosson          | 2-7           | 17 gen.       |
| 20 ott. | 6-10   | Feldi Eboli-Acqua e Sapone | 2-5           | 17 gen.       |
| 20 ott. | 1-0    | Napoli-Lazio               | 5-4           | 17 gen.       |
| 20 ott. | 3-1    | Real Rieti-Kaos            | 2-1           | 17 gen.       |
| 21 ott. | 8-2    | Luparense-PesaroFano       | 4-2           | 17 gen.       |
| 21 ott. | 7-4    | Pescara-ImolaCastello      | 3-4           | 17 gen.       |
| 21 ott. | 4-4    | Milano-Latina              | 1-5           | 16 gen.       |

| andata  | andata | 6ª giornata              | ritorno (19ª) | ritorno (19ª) |
|         |        |                          |               |               |
| 27 ott. | 8-6    | PesaroFano-Real Rieti    | 3-4           | 16 feb.       |
| 27 ott. | 5-1    | Latina-Pescara           | 4-14          | 17 feb.       |
| 28 ott. | 2-7    | Acqua e Sapone-Luparense | 4-2           | 17 feb.       |
| 28 ott. | 2-6    | ImolaCastello-Napoli     | 3-5           | 17 feb.       |
| 28 ott. | 4-1    | Kaos-Milano              | 3-2           | 17 feb.       |
| 28 ott. | 4-3    | CAME Treviso-Feldi Eboli | 6-1           | 16 feb.       |
| 29 ott. | 3-1    | Lazio-Cisternino         | 6-3           | 16 feb.       |

| andata  | andata | 7ª giornata                 | ritorno (20ª) | ritorno (20ª) |
|         |        |                             |               |               |
| 14 nov. | 7-1    | Napoli-Latina               | 3-4           | 23 feb.       |
| 1 nov.  | 1-5    | Milano-PesaroFano           | 3-5           | 23 feb.       |
| 1 nov.  | 4-3    | CAME Treviso-Acqua e Sapone | 4-2           | 24 feb.       |
| 1 nov.  | 6-2    | Cisternino-ImolaCastello    | 6-2           | 24 feb.       |
| 1 nov.  | 8-5    | Feldi Eboli-Lazio           | 5-4           | 24 feb.       |
| 1 nov.  | 3-6    | Real Rieti-Luparense        | 4-3           | 24 feb.       |
| 1 nov.  | 2-2    | Pescara-Kaos                | 1-6           | 26 feb.       |

| andata | andata | 8ª giornata               | ritorno (21ª) | ritorno (21ª) |
|        |        |                           |               |               |
| 3 nov. | 5-6    | PesaroFano-Pescara        | 6-2           | 3 mar.        |
| 4 nov. | 5-1    | Luparense-Milano          | 7-2           | 3 mar.        |
| 4 nov. | 2-1    | Acqua e Sapone-Real Rieti | 2-2           | 2 mar.        |
| 4 nov. | 2-2    | ImolaCastello-Feldi Eboli | 5-2           | 2 mar.        |
| 4 nov. | 5-5    | Kaos-Napoli               | 3-3           | 2 mar.        |
| 5 nov. | 0-3    | Lazio-Dosson              | 2-3           | 3 mar.        |
| 6 nov. | 6-3    | Latina-Cisternino         | 2-2           | 2 mar.        |

| andata  | andata | 9ª giornata          | ritorno (22ª) | ritorno (22ª) |
|         |        |                      |               |               |
| 10 nov. | 2-2    | Cisternino-Kaos      | 2-8           | 17 mar.       |
| 10 nov. | 3-3    | Feldi Eboli-Latina   | 3-3           | 16 mar.       |
| 11 nov. | 6-5    | Napoli-PesaroFano    | 5-2           | 16 mar.       |
| 11 nov. | 8-4    | Dosson-ImolaCastello | 4-2           | 17 mar.       |
| 11 nov. | 2-5    | Lazio-Acqua e Sapone | 2-7           | 17 mar.       |
| 11 nov. | 2-6    | Milano-Real Rieti    | 1-5           | 17 mar.       |
| 11 nov. | 4-2    | Pescara-Luparense    | 4-9           | 17 mar.       |

| andata  | andata | 10ª giornata          | ritorno (23ª) | ritorno (23ª) |
|         |        |                       |               |               |
| 17 nov. | 1-1    | Latina-Dosson         | 3-1           | 10 mar.       |
| 17 nov. | 4-0    | Real Rieti-Pescara    | 3-3           | 10 mar.       |
| 18 nov. | 5-1    | Acqua e Sapone-Milano | 3-0           | 10 mar.       |
| 18 nov. | 2-1    | ImolaCastello-Lazio   | 3-5           | 11 mar.       |
| 18 nov. | 2-3    | Luparense-Napoli      | 3-1           | 12 mar.       |
| 18 nov. | 4-2    | Kaos-Feldi Eboli      | 5-2           | 9 mar.        |
| 20 nov. | 4-2    | PesaroFano-Cisternino | 4-3           | 9 mar.        |

| andata  | andata | 11ª giornata                 | ritorno (24ª) | ritorno (24ª) |
|         |        |                              |               |               |
| 8 nov.  | 4-6    | Pescara-Milano               | 0-6           | 7 apr.        |
| 24 nov. | 4-4    | Feldi Eboli-PesaroFano       | 0-3           | 6 apr.        |
| 25 nov. | 5-7    | CAME Treviso-Kaos            | 3-5           | 7 apr.        |
| 25 nov. | 0-6    | ImolaCastello-Acqua e Sapone | 3-4           | 7 apr.        |
| 25 nov. | 4-0    | Napoli-Real Rieti            | 1-1           | 6 apr.        |
| 27 nov. | 2-5    | Lazio-Latina                 | 4-6           | 6 apr.        |
| 29 nov. | 2-5    | Cisternino-Luparense         | 3-4           | 7 apr.        |

| andata | andata | 12ª giornata           | ritorno (25ª) | ritorno (25ª) |
|        |        |                        |               |               |
| 1 dic. | 7-0    | Kaos-Lazio             | 3-0           | 14 apr.       |
| 1 dic. | 1-4    | Latina-ImolaCastello   | 1-4           | 14 apr.       |
| 1 dic. | 4-7    | Pescara-Acqua e Sapone | 0-6           | 14 apr.       |
| 2 dic. | 3-4    | Luparense-Feldi Eboli  | 8-3           | 14 apr.       |
| 2 dic. | 2-3    | Milano-Napoli          | 2-4           | 14 apr.       |
| 2 dic. | 3-4    | PesaroFano-Dosson      | 1-6           | 14 apr.       |
| 2 dic. | 0-0    | Real Rieti-Cisternino  | 4-6           | 14 apr.       |

| \| andata \| andata \| 13ª giornata \| ritorno (26ª) \| ritorno (26ª) \| \| \| \| \| \| \| \| 9 dic. \| 9-4 \| Acqua e Sapone-Latina \| 1-0 \| 25 apr. \| \| 9 dic. \| 3-5 \| CAME Treviso-Luparense \| 3-4 \| 25 apr. \| \| 9 dic. \| 7-5 \| Feldi Eboli-Real Rieti \| 4-4 \| 25 apr. \| \| 9 dic. \| 5-1 \| Cisternino-Milano \| 1-9 \| 25 apr. \| \| 9 dic. \| 2-2 \| ImolaCastello-Kaos \| 3-7 \| 25 apr. \| \| 9 dic. \| 5-2 \| Lazio-PesaroFano \| 5-10 \| 25 apr. \| \| 9 dic. \| 2-2 \| Napoli-Pescara \| 6-0[15] \| 25 apr. \| |        |                        |               |               |
| andata | andata | 13ª giornata           | ritorno (26ª) | ritorno (26ª) |
| |        |                        |               |               |
| 9 dic. | 9-4    | Acqua e Sapone-Latina  | 1-0           | 25 apr.       |
| 9 dic. | 3-5    | CAME Treviso-Luparense | 3-4           | 25 apr.       |
| 9 dic. | 7-5    | Feldi Eboli-Real Rieti | 4-4           | 25 apr.       |
| 9 dic. | 5-1    | Cisternino-Milano      | 1-9           | 25 apr.       |
| 9 dic. | 2-2    | ImolaCastello-Kaos     | 3-7           | 25 apr.       |
| 9 dic. | 5-2    | Lazio-PesaroFano       | 5-10          | 25 apr.       |
| 9 dic. | 2-2    | Napoli-Pescara         | 6-0           | 25 apr.       |

### Statistiche

#### Capoliste solitarie
|    | —— | —— | —— | ——  | —— | —— | —— | —— | ——  | ——  | ——  | ——  | ——  | ——  | ——  | ——  | ——  | ——  | ——  | ——  | ——  | ——  | ——  | ——  | ——  | —— |  |
|    | DO | LU |    | A&S |    |    |    | DO | DO  |     |     | A&S | A&S | A&S | A&S | LU  | LU  | A&S | DO  | DO  | DO  | DO  |     |     |     |    |  |
|    |    |    |    |     |    |    |    |    |     |     |     |     |     |     |     |     |     |     |     |     |     |     |     |     |     |    |  |
|    |    |    |    |     |    |    |    |    |     |     |     |     |     |     |     |     |     |     |     |     |     |     |     |     |     |    |  |
| 1ª | 2ª | 3ª | 4ª | 5ª  | 6ª | 7ª | 8ª | 9ª | 10ª | 11ª | 12ª | 13ª | 14ª | 15ª | 16ª | 17ª | 18ª | 19ª | 20ª | 21ª | 22ª | 23ª | 24ª | 25ª | 26ª |    |  |

#### Classifica marcatori
| Gol |  |  | Giocatore          | Squadra      |
| --- |  |  | ------------------ | ------------ |
| 27  |  |  | Jader Fornari      | Feldi Eboli  |
| 25  |  |  | Marcelinho         | Italservice  |
| 24  |  |  | Humberto Honorio   | Luparense    |
| 24  |  |  | Fits               | Kaos         |
| 24  |  |  | Douglas Nicolodi   | Real Rieti   |
| 24  |  |  | Alessandro Patias  | Napoli       |
| 23  |  |  | Kaká               | Kaos         |
| 23  |  |  | Arlan Pablo Vieira | CAME Treviso |
| 21  |  |  | Ramon              | Luparense    |
| 21  |  |  | Murilo Schiochet   | CAME Treviso |

| Gol |  |  | Giocatore         | Squadra                    |
| --- |  |  | ----------------- | -------------------------- |
| 20  |  |  | Joãozinho         | Real Rieti                 |
| 20  |  |  | Jorginho          | Feldi Eboli (4) Lazio (16) |
| 20  |  |  | Rangel            | CAME Treviso               |
| 20  |  |  | Matías Rosa       | Pescara                    |
| 20  |  |  | Lolo Suazo        | Napoli                     |
| 19  |  |  | Cristian Borruto  | Pescara                    |
| 19  |  |  | Leandro Cuzzolino | Pescara                    |
| 19  |  |  | Thiago Grippi     | CAME Treviso               |
| 19  |  |  | Pablo Taborda     | Luparense                  |
| 18  |  |  | Júlio De Oliveira | Acqua e Sapone             |

#### Record
- Maggior numero di vittorie: A&S, Luparense (19)
- Minor numero di vittorie: Lazio, Milano (5)
- Maggior numero di pareggi: Napoli (8)
- Minor numero di pareggi: 5 squadre (1)
- Maggior numero di sconfitte: Lazio, Milano (20)
- Minor numero di sconfitte: Napoli (4)
- Miglior attacco: Luparense (128)
- Peggior attacco: Milano (64)
- Miglior difesa: Napoli (62)
- Peggior difesa: Lazio (118)
- Miglior differenza reti: Luparense (+53)
- Peggior differenza reti: Lazio (-44)
- Miglior serie positiva: Kaos (11)
- Maggior numero di vittorie consecutive: A&S (7)
- Maggior numero di sconfitte consecutive: Milano (7)
- Partita con maggiore scarto di gol: Pescara-Latina 14-4 (10)
- Partita con più reti: Feldi Eboli-A&S 6-10 (16)
- Maggior numero di reti in una giornata: 5ª, 19ª (60)
- Minor numero di reti in una giornata: 10ª (32)

## Play-off

### Regolamento
Gli incontri dei quarti di finale e delle semifinali sono a eliminazione diretta con gare di andata e ritorno. Gli incontri di andata saranno effettuati in casa delle squadre meglio classificate al termine della "stagione regolare". Al termine degli incontri saranno dichiarate vincenti le squadre, che nelle due partite di andata e di ritorno, avranno ottenuto il maggior punteggio. In caso di parità di punti tra le due squadre al termine delle due gare, indipendentemente dalla differenza reti, si disputerà una terza gara di spareggio da giocarsi sempre sul campo della migliore classificata al termine della stagione regolare. In caso di parità al termine della terza gara si giocheranno due tempi supplementari di 5 minuti ciascuno. Qualora anche al termine di questi le squadre fossero in parità sarà considerata vincente la squadra in migliore posizione di classifica al termine della "stagione regolare". La finale si disputerà al meglio delle cinque gare secondo l'ordine di seguito evidenziato: 1ª e 2ª gara in casa della squadra meglio classificata al termine della "stagione regolare"; 3ª e 4ª (eventuale) gara in casa della squadra peggio classificata al termine della “stagione regolare”; 5ª gara (eventuale) in casa della squadra meglio classificata al termine della "stagione regolare". Al termine degli incontri saranno dichiarate vincenti le squadre, che avranno ottenuto il maggior punteggio. In caso di parità al termine si giocheranno due tempi supplementari di 5 minuti ciascuno. Qualora anche al termine di questi le squadre fossero in parità si procederà all'effettuazione dei tiri di rigore.

### Squadra vincitrice

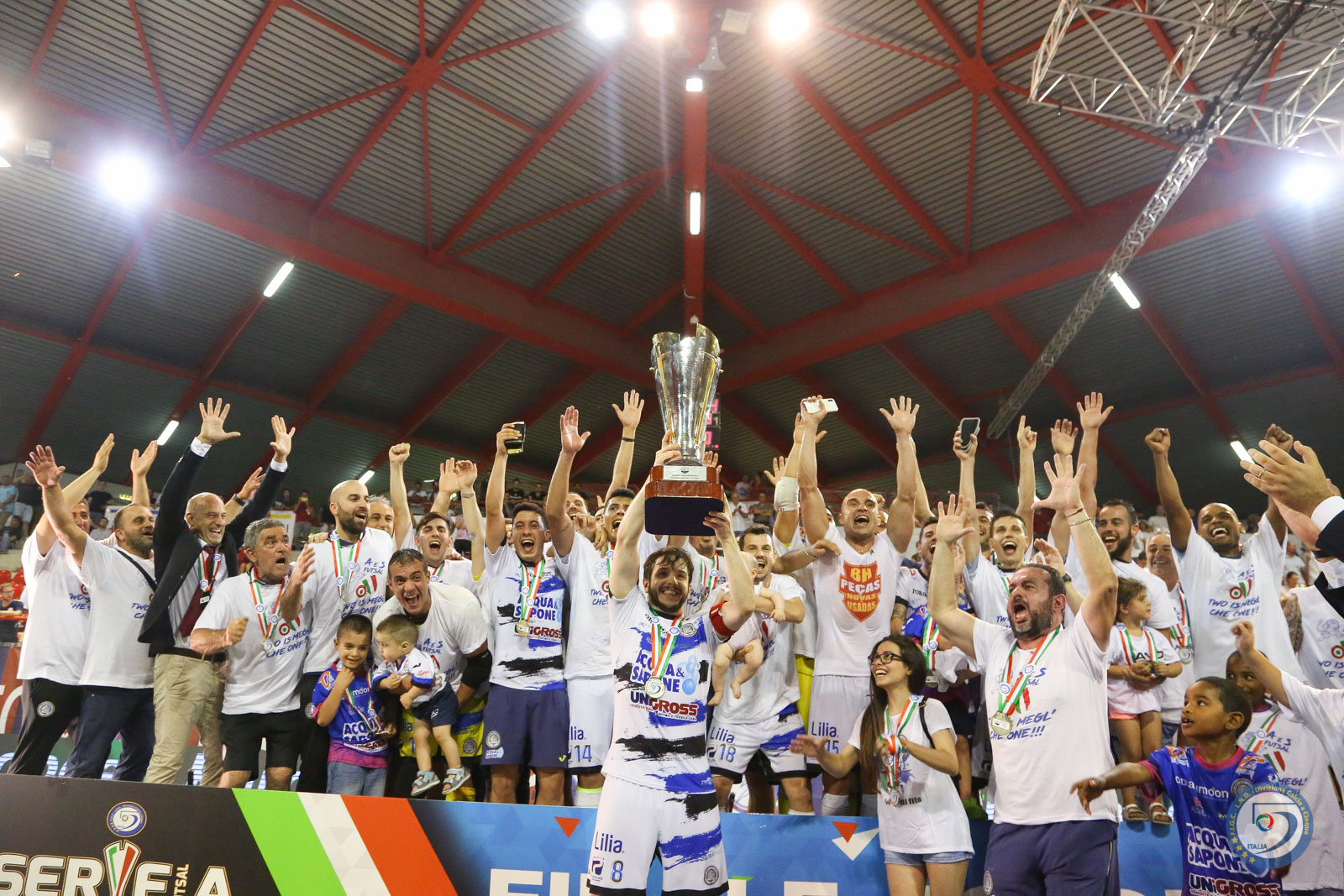
L'Acqua e Sapone festeggia il primo scudetto della propria storia

### Tabellone
|  | Quarti di finale | Quarti di finale | Quarti di finale | Quarti di finale | Quarti di finale |      |              | Semifinali     | Semifinali | Semifinali | Semifinali | Semifinali |  |  | Finale | Finale    | Finale | Finale | Finale | Finale | Finale |
|  |                  |                  |                  |                  |                  |      |              |                |            |            |            |            |  |  |        |           |        |        |        |        |        |
|  | 1                | Luparense        | 5                | 6                | -                |      |              |                |            |            |            |            |  |  |        |           |        |        |        |        |        |
|  | 8                | Latina           | 4                | 3                | -                |      |              |                |            |            |            |            |  |  |        |           |        |        |        |        |        |
|  | 8                | Latina           | 4                | 3                | -                |      | 1            | Luparense      | 5          | 4          | -          |            |  |  |        |           |        |        |        |        |        |
|  |                  |                  |                  |                  |                  |      | 1            | Luparense      | 5          | 4          | -          |            |  |  |        |           |        |        |        |        |        |
|  |                  | 4                | CAME Treviso     | 1                | 4                | -    |              |                |            |            |            |            |  |  |        |           |        |        |        |        |        |
|  | 4                | 4                | CAME Treviso     | 1                | 4                | -    | CAME Treviso | 3              | 3          | 2          |            |            |  |  |        |           |        |        |        |        |        |
|  | 4                |                  |                  |                  |                  |      | CAME Treviso | 3              | 3          | 2          |            |            |  |  |        |           |        |        |        |        |        |
|  | 5                | Napoli           | 3                | 3                | 1                |      |              |                |            |            |            |            |  |  |        |           |        |        |        |        |        |
|  |                  |                  |                  |                  |                  |      |              |                |            |            |            |            |  |  | 1      | Luparense | 5      | 6(7)   | 3      | 3      | 2      |
|  |                  |                  | 2                | Acqua e Sapone   | 3                | 6(8) | 5            | 2              | 4          |            |            |            |  |  |        |           |        |        |        |        |        |
|  | 2                | Acqua e Sapone   | 5                | 3                | -                |      |              |                |            |            |            |            |  |  |        |           |        |        |        |        |        |
|  | 7                | PesaroFano       | 2                | 3                | -                |      |              |                |            |            |            |            |  |  |        |           |        |        |        |        |        |
|  | 7                | PesaroFano       | 2                | 3                | -                |      | 2            | Acqua e Sapone | 3          | 4          | -          |            |  |  |        |           |        |        |        |        |        |
|  |                  |                  |                  |                  |                  |      | 2            | Acqua e Sapone | 3          | 4          | -          |            |  |  |        |           |        |        |        |        |        |
|  |                  | 6                | Real Rieti       | 1                | 1                | -    |              |                |            |            |            |            |  |  |        |           |        |        |        |        |        |
|  | 3                | 6                | Real Rieti       | 1                | 1                | -    | Kaos         | 1              | 2          | -          |            |            |  |  |        |           |        |        |        |        |        |
|  | 3                |                  |                  |                  |                  |      | Kaos         | 1              | 2          | -          |            |            |  |  |        |           |        |        |        |        |        |
|  | 6                | Real Rieti       | 2                | 5                | -                |      |              |                |            |            |            |            |  |  |        |           |        |        |        |        |        |

### Risultati

#### Quarti di finale

##### Gara 1
| Arbitri: | Ciro Oliviero (Pesaro) Dario Di Nicola (Pescara) Alberto Volpato (Castelfranco Veneto) |
| Crono:   | Daniel Borgo (Schio)                                                                   |

|                                                                  |           |                                                                    |
| Taborda 1'37'’ Rafinha 9'09'’, 10'54'’, 20'46'’ Jesulito 22'25'’ | Marcatori | 6'20'’ Raubo 8’ (rig.) Diogo 22'43'’ P. Espíndola 31'51'’ Paulinho |

| Arbitri: | Luca Di Stefano (Albano Laziale) Giovanni Colombi (Tivoli) Calogero Castellino (Treviso) |
| Crono:   | Fabio Pozzobon (Treviso)                                                                 |

|                                                 |           |                                         |
| Grippi 19'51'’ Schiochet 36'28'’ Vieira 39'08'’ | Marcatori | 12'42'’, 28'50'’ De Matos 33'03'’ Perić |

| Arbitri: | Gaudenzio Raffaelli (Treviso) Nicola Raimondi (Battipaglia) Stefano Mestieri (Finale Emilia) |
| Crono:   | Damiano Bizzarri (Reggio Emilia)                                                             |

|                |           |                           |
| Garrido 0'14'’ | Marcatori | 18'38'’, 37'40'’ Nicolodi |

| Arbitri: | Luigi Alessi (Taurianova) Fabiano Maragno (Bologna) Marco Di Filippo (Teramo) |
| Crono:   | Alessandro Ribaudo (Roma 2)                                                   |

|                                                              |           |                                    |
| Jonas 14'11'’, 34'38'’, 39'43'’ Lukaian 29'52'’ Lima 39'22'’ | Marcatori | 21'24'’ Fortini 25'55'’ Marcelinho |

##### Gara 2
| Arbitri: | Fabio Pagliarulo (Napoli) Carmelo Alfano (Palermo) Simone Pisani (Aprilia) |
| Crono:   | Daniele Intoppa (Roma 2)                                                   |

|                                                       |           |                                                                          |
| Battistoni 15'30'’ P. Espíndola 28'31'’ Diogo 36'45'’ | Marcatori | 0'25'’, 2'51'’, 19'34'’ Blanco 26’ Rafinha 37'20'’ Honorio 39’ Jefferson |

| Arbitri: | Luca Vincenzo Caracozzi (Foggia) Marco Di Filippo (Teramo) Giuseppe Galasso (Avellino) |
| Crono:   | Giovanni Ferraioli Vitolo (Castellammare di Stabia)                                    |

|                                        |           |                                        |
| André 3'17'’, 33'58'’ De Matos 33'24'’ | Marcatori | 7'18'’ Belsito 14'10'’, 31'50'’ Rangel |

| Arbitri: | Giuseppe Parente (Como) Fabrizio Schirripa (Reggio Calabria) Gaspare Asaro (Roma 2) |
| Crono:   | Alessandro Pompeo Ghiretti (Ciampino)                                               |

|                                                                                 |           |                              |
| Nicolodi 7'47'’, 38'37'’ Corsini 8'44'’ Paulinho 24'43'’ Garcia Pereira 37'46'’ | Marcatori | 6'36'’ Kaká 39'04'’ F. Mello |

| Arbitri: | Gianfranco Marangi (Brindisi) Giulio Colombin (Bassano del Grappa) Stefano Parrella (Cesena) |
| Crono:   | Gianfranco Sorci (Pesaro)                                                                    |

|                                                    |           |                                               |
| Revert 8'20'’ Stringari 13'31'’ Marcelinho 23'55'’ | Marcatori | 26'44'’ Lukaian 28’ De Oliveira 35'01'’ Jonas |

##### Gara 3
| Arbitri: | Giovanni Zannola (Ostia Lido) Simone Micciulla (Roma 2) Francesco Paolo Spinazzola (Barletta) |
| Crono:   | Walter Suelotto (Bassano del Grappa)                                                          |

|                                                |           |  |
| Bellomo 18'21'’, 35'13'’ (aut.) Alemão 31'18'’ | Marcatori |  |

#### Semifinali

##### Gara 1
| Arbitri: | Rocco Morabito (Vercelli) Andrea Campi (Ciampino) Simone Tassinato (Padova) |
| Crono:   | Elena Lunardi (Padova)                                                      |

|                                                                       |           |                 |
| Taborda 3'59'’ V. Mello 5’ Lara 7'58'’ Blanco 12'09'’ Honorio 37'31'’ | Marcatori | 21'27'’ Bellomo |

| Arbitri: | Fabrizio Burattoni (Lugo di Romagna) Francesco Scarpelli (Padova) Antonino Tupone (Lanciano) |
| Crono:   | Gianluca Rutolo (Chieti)                                                                     |

|                                         |           |                 |
| Murilo 1'24'’, 6'41'’ Bordignon 28'21'’ | Marcatori | 19'28'’ Corsini |

##### Gara 2
| Arbitri: | Daniele Di Resta (Roma 2) Stefano Pani (Oristano) Giulio Colombin (Bassano del Grappa) |
| Crono:   | Michele Ronca (Rovigo)                                                                 |

|                                           |           |                                                                                 |
| Rangel 15'30'’, 23'13'’ Schiochet 32'47'’ | Marcatori | 11'27'’ (t.l.), 29'14'’ (rig.) Blanco 33'50'’ Lara 38'15'’, 38'31'’ (aut.) Tobe |

| Arbitri: | Angelo Galante (Ancona) Riccardo Davì (Bologna) Massimo Tariciotti (Ciampino) |
| Crono:   | Alessandra Carradori (Roma 1)                                                 |

|                 |           |                                                           |
| Caetano 23'57'’ | Marcatori | 2'37'’ E. Bertoni 8'45'’ Bocão 22'15'’ Jonas 38'19'’ Lima |

#### Finale

##### Gara 1
| Arbitri: | Donato Lamanuzzi (Molfetta) Lorenzo Cursi (Jesi) Gaudenzio Raffaelli (Treviso) |
| Crono:   | Alberto Volpato (Castelfranco Veneto)                                          |

|                                                                                          |           |                                 |
| Tobe 9'42'’ Lara 11'45'’ (aut.) V. Mello 19'43'’, 27'29'’ Rafinha 29'23'’ Blanco 39'53'’ | Marcatori | 12'12'’ Coco 33'44'’ E. Bertoni |

##### Gara 2
| Arbitri: | Raffaele Ziri (Barletta) Natale Mazzone (Imola) Federico Beggio (Padova) |
| Crono:   | Stefano De Matteis (Mestre)                                              |

|                                                                  |                      |                                                                                           |
| Taborda 2’, 3'19'’ V. Mello 4'44'’, 38'05'’ Rafinha 21'45'’, 22’ | Marcatori            | 13'23'’ E. Bertoni 13'46'’ Murilo 24'26'’ Jonas 27'02'’ Lima 36'31'’, 38'58'’ De Oliveira |
| Blanco Taborda Honorio                                           | Tiri di rigore 1 – 2 | Lima Coco De Oliveira                                                                     |

##### Gara 3
| Arbitri: | Ruggiero Chiariello (Barletta) Rocco Morabito (Vercelli) Giovanni Zannola (Ostia Lido) |
| Crono:   | Andrea Campi (Ciampino)                                                                |

|                                                                            |           |                                   |
| De Oliveira 9'43'’ Jonas 14'06'’, 25'54'’ Bocão 28'51'’ E. Bertoni 33'22'’ | Marcatori | 22'57'’, 34'39'’, 37'43'’ Rafinha |

##### Gara 4
| Arbitri: | Alessandro Malfer (Rovereto) Nicola Maria Manzione (Salerno) Giovanni Beneduce (Nola) |
| Crono:   | Antonino Tupone (Lanciano)                                                            |

|                               |           |                                                |
| Bordignon 0'13'’ Lima 33'45'’ | Marcatori | 6'14'’ Jesulito 28'32'’ Taborda 39'15'’ Blanco |

##### Gara 5
| Arbitri: | Angelo Galante (Ancona) Dario Pezzuto (Lecce) Riccardo Davì (Bologna) |
| Crono:   | Francesco Scarpelli (Padova)                                          |

|                                |           |                                                              |
| Rafinha 18'48'’ Blanco 33'24'’ | Marcatori | 15'04'’, 22'03'’ E. Bertoni 19'29'’ Jonas 39'52'’ Calderolli |

### Classifica marcatori play-off
| Gol |  |  | Giocatore     | Squadra        |
| --- |  |  | ------------- | -------------- |
| 11  |  |  | Rafinha       | Luparense      |
| 9   |  |  | Borja Blanco  | Luparense      |
| 9   |  |  | Jonas         | Acqua e Sapone |
| 6   |  |  | Edgar Bertoni | Acqua e Sapone |
| 5   |  |  | Victor Mello  | Luparense      |
| 5   |  |  | Pablo Taborda | Luparense      |

| Gol |  |  | Giocatore         | Squadra        |
| --- |  |  | ----------------- | -------------- |
| 4   |  |  | Júlio De Oliveira | Acqua e Sapone |
| 4   |  |  | Gabriel Lima      | Acqua e Sapone |
| 4   |  |  | Douglas Nicolodi  | Real Rieti     |
| 4   |  |  | Rangel            | CAME Treviso   |
| 3   |  |  | Cainan De Matos   | Napoli         |
| 3   |  |  | Murilo Ferreira   | Acqua e Sapone |

## Play-out

### Formula
Le squadre che hanno concluso il campionato alla dodicesima e alla tredicesima posizione si affronteranno in un doppio spareggio (andata e ritorno, la prima partita verrà giocata in casa dell'ultima classificata) per determinare l'unica squadra a retrocedere in Serie A2. Al termine degli incontri sarà dichiarata vincente la squadra che nelle due partite (di andata e di ritorno) avrà ottenuto il maggior punteggio ovvero a parità di punteggio la squadra che avrà realizzato il maggior numero di reti. Nel caso di parità gli arbitri della gara di ritorno faranno disputare due tempi supplementari di 5 minuti ciascuno. Qualora anche al termine di questi le squadre fossero in parità sarà considerata vincente la squadra in migliore posizione di classifica al termine della stagione regolare. Su richiesta della società Milano Calcio a 5, previa accettazione della S.S. Lazio Calcio a 5, la Divisione Calcio a 5 ha disposto l'inversione dei campi di gioco: l'andata dei play-out si è giocata a Sedriano, il ritorno a Roma.

### Risultati

#### Andata
| Arbitri: | Salvatore Minichini (Ercolano) Giovanni Beneduce (Nola) |
| Crono:   | Sue Ellen Salvatore (Gallarate)                         |

|                                                |           |                            |
| Alan 12'08'’ Peverini 16'30'’ Esposito 16'45'’ | Marcatori | 2'09'’ Lupi 26'12'’ Bizjak |

#### Ritorno
| Arbitri: | Carmelo Loddo (Reggio Calabria) Dario Pezzuto (Lecce) |
| Crono:   | Alex Iannuzzi (Roma 1)                                |

|                                                  |           |                       |
| Bizjak 1'20'’, 4'15'’ Gedson 3’ Biscossi 19'50'’ | Marcatori | 27’ Luft 33’ Peverini |

## Supercoppa italiana
La ventesima edizione della Supercoppa italiana ha opposto i campioni d'Italia della Luparense e i detentori della Coppa Italia del Pescara.
| Arbitri: | Nicola Maria Manzione (Salerno) Dario Pezzuto (Lecce) Gaudenzio Raffaelli (Treviso) |
| Crono:   | Francesco Scarpelli (Padova)                                                        |

| |            | |
| Honorio 1’17’’, 34’41’’ Mello 13’57’’, 35’10’’ (t.l.) Jesulito 15’13’’ Taborda 19’19’’ Tobe 39’14’’                                                                                    | Marcatori  | 19’58’’ (rig.), 32’06’’ Cuzzolino 22’08’’, 39’34’’ Rosa 33’26’’ Borruto |
| · Michele Miarelli · Ramon · Humberto Honorio · Pablo Taborda · Victor Mello · Matías Lara · Roberto Tobe · Aleksandar Đurić · Jesulito · Marco Pavanetto · Jefferson · Luca Leofreddi | Formazioni | · Pave Mudronja · Ricardo Caputo · Maximiliano Rescia · Cristian Borruto · Leandro Cuzzolino · Marco Ercolessi · Javier Adolfo Salas · Matías Rosa · Manuel Scarinci · Manuel Di Matteo · Davide Berardi · Lorenzo Pietrangelo |
| David Marín | Allenatori | Mario Patriarca |

## Copertura televisiva
Sportitalia trasmette due gare settimanali.